# Dean Lombardi
Dean F. Lombardi, född 5 mars 1958, är en amerikansk idrottsledare och befattningshavare som har arbetat inom den nordamerikanska professionella ishockeyligan National Hockey League (NHL) sedan 1980-talet. Han arbetar sedan 2017 som rådgivare till ledningen inom Philadelphia Flyers. Dessförinnan har Lombardi arbetat för Minnesota North Stars, San Jose Sharks och Los Angeles Kings. Lombardi var också talangscout för Flyers mellan 2003 och 2006.
Det är i Kings som han har skördat sina största framgångar i när han var president och general manager och var ansvarig till att bygga upp laget rent spelarmässigt så att Kings kunde vinna Stanley Cup för säsongerna 2011–2012 och 2013–2014.
Han har också varit general manager för det amerikanska herrlandslaget vid World Cup i ishockey 2016.
Lombardi avlade en juristexamen vid Tulane University.
Han är svärson till den före detta ishockeyspelaren Bob Pulford, som spelade i NHL mellan 1956 och 1972 och vann fyra Stanley Cup.